# جانيس لو
جانيس لو (بالإنجليزية: Janice Law)‏ (1941)؛ روائية أمريكية.